# 椿 (フェリー)
椿（つばき）は、九州商船が運航するフェリー。長崎県長崎市の長崎港と五島市の福江港を結ぶ航路に就航している。

## 概要
従来、長崎～五島航路に就航していたフェリー福江、フェリーながさきが就航から32年が経過した老朽船であり、代替が必要とされていたことから、国の「社会資本整備総合交付金」を原資とする長崎県の「離島地域交流促進基盤強化事業」による補助を受け、僚船の万葉に続いて建造された。同時に補助金相当額が就航航路全般の運賃値下げのための原資として活用されている。
本船の就航により航海時間が従来船から25分短縮され、3時間となった。

## 船体
先行して建造された万葉とほぼ同型船であるが、使用実績を踏まえて一部改良が行われた。船首両弦に張り出しが設けられたほか、船尾デッキを縮小して船室を拡張、2等客室が2区画増加している。
船体中央部のエントランスの両舷に車両甲板からの階段と乗船口、右舷側中央部に案内所が設けられており、船首側にバリアフリー客室、2等指定客室（4室）、トイレ、船尾側に2等客室が配置されている。バリアフリー客室は椅子席、それ以外の客室はじゅうたん敷きとなっている。2等客室10区画のうち2区画は女性専用区画となっており、女性トイレには授乳室が設置された。車両甲板と客室の間のエレベーターなどバリアフリー対応の仕様となっている。
車両甲板は船首バウバイザーおよび船尾ランプが設置されている。